# Pseudoboletus parasiticus
Pseudoboletus parasiticus (Bull.) Šutara, 1991, conosciuto anche con il binomio Xerocomus parasiticus, è un fungo basidiomicete ed è l'unica specie parassita di altri funghi della famiglia Boletaceae.

Cresce infatti come parassita su carpofori di Scleroderma citrinum e li rende praticamente "sterili", limitando in tal modo la riproduzione di questa specie che talvolta è addirittura infestante.

## Descrizione della specie
Cappello 
5–8 cm di diametro, convesso.
cuticolacolore da giallo-brunastro a oliva, asciutta, liscia, vellutata, screpolata a maturità
margineinvoluto
 Tubuli 
Lunghi 6 mm, decorrenti, giallastri.
 Pori 
Grandi, larghi 1–2 mm, angolosi, giallo-olivastri.
 Gambo 
3-5 x 0,5-1,5 cm, spesso ricurvo e assottigliato alla base, asciutto, solido, fibrilloso, giallastro più o meno concolore al cappello.
 Carne 
Giallastra, soda, alquanto coriacea.
- Odore: subnullo.
- Sapore: non particolare.

 Microscopia 
Sporegiallo-oliva in massa, lisce, ellissoidali, 12-18,5 x 3,5-5 µm
Reazioni chimiche
- cappello: bruno arancio a rosso o rosso-brunastro con KOH o ammonio.
- carne: arancio scuro (reazione istantanea) con KOH, verde oliva con sali di ferro.
- superficie del gambo: arancio cinabro con KOH (reazione istantanea).

## Distribuzione e habitat
Specie rara, è parassita di Scleroderma citrinum, su cui fruttifica in estate-autunno.

## Commestibilità
Sconsigliato in quanto trattasi di specie molto rara e pertanto da proteggere. Oltre a ciò va ricordato che il predetto fungo che parassita è velenoso, anche se quest'ultimo non gli trasmette le tossine.

## Tassonomia

### Sinonimi e binomi obsoleti
- Boletus parasiticus Bull., Herb. Fr. (Paris) 10: tab. 451, fig. 1 (1790)
- Boletus parasiticus Bull., Herb. Fr. (Paris) 10: tab. 451, fig. 1 (1790) f. parasiticus
- Boletus parasiticus f. peylii Kavina, Mykologia (Prague): 96 (1925)
- Boletus parasiticus Bull., Herb. Fr. (Paris) 10: tab. 451, fig. 1 (1790) var. parasiticus
- Boletus parasiticus var. piperatoides J. Blum, Revue Mycol., Paris 34(2-3): 277 (1969)
- Ceriomyces parasiticus (Bull.) Murrill, Mycologia 1(4): 148 (1909)
- Suillus parasiticus (Bull.) Kuntze, Revis. gen. pl. (Leipzig) 3(2): 535 (1898)
- Versipellis parasitica (Bull.) Quél., Enchir. fung. (Paris): 159 (1886)
- Xerocomus parasiticus (Bull.) Quél., Fl. mycol. France (Paris): 418 (1888)
- Xerocomus parasiticus (Bull.) Quél., Fl. mycol. France (Paris): 418 (1888) f. parasiticus
- Xerocomus parasiticus f. piperatoides (J. Blum) R. Mazza, Boll. Gruppo Micol. 'G. Bresadola' (Trento) 41(1): 27 (1998)[2]

## Filatelia
- Polonia 2zc (1980) (JPG) [collegamento interrotto], su 15.pro.tok2.com.